# Холбрук (Небраска)
Холбрук (енгл. Holbrook) град је у америчкој савезној држави Небраска.

## Демографија
По попису из 2010. године број становника је 207, што је 18 (-8,0%) становника мање него 2000. године.
| Група             | 2000.       | 2010.       |
| Белци             | 217 (96,4%) | 191 (92,3%) |
| Афроамериканци    | 0 (0,0%)    | 0 (0,0%)    |
| Азијати           | 2 (0,9%)    | 0 (0,0%)    |
| Хиспаноамериканци | 3 (1,3%)    | 14 (6,8%)   |
| Укупно            | 225         | 207         |